# بارگذاری ذهن
بارگذاری ذهن یا تقلید کل مغز (گاه انتقال ذهن نیز گفته می‌شود)، فرایند فرضی اسکن با جزئیات و کپی‌کردن وضعیت آن به یک سامانهٔ رایانه‌ای یا دستگاه محاسباتی دیگر است. رایانه باید یک مدل شبیه‌سازی را اجرا کند که آنقدر به اصلش وفادار باشد که اساساً به همان طریق مغز اصلی رفتار کند، یا برای همهٔ مقاصد عملی به‌صورتی غیرقابل تشخیص رفتار کند. این‌گونه تصور می‌شود که ذهن شبیه‌سازی‌شده بخشی از واقعیت مجازی در جهان شبیه‌سازی‌شده باشد، که توسط یک مدل شبیه‌سازی‌شدهٔ بدن سه‌بعدی پشتیبانی می‌شود. متناوباً می‌توان تصور کرد که ذهن شبیه‌سازی‌شده در رایانه‌ای در درون (یا متصل به) یک ربات انسان‌نما یا یک بدن زیستی که مغزش جایگزین شده، قرار بگیرد.
تقلید کل مغز به‌عنوان «نقطهٔ پایانی منطقی» برای حوزه‌های عصب‌شناسی محاسباتی و علوم محاسباتی اعصاب مطرح شده‌است، که هر دو دربارهٔ شبیه‌سازی مغز برای مقاصد پژوهشی پزشکی هستند. همچنین در نشریات پژوهشی هوش مصنوعی به عنوان رهیافتی به هوش مصنوعی قوی مورد بحث قرار گرفته‌است. تقلید کل مغز در میان آینده‌شناسان و در جنبش ترابشری، فناوری پیشنهادی مهمی برای تمدید حیات به‌شمار می‌رود، که نخست در نوشته‌های زیست‌پزشکی در ۱۹۷۱ مطرح شد. به‌علاوه عنصر خیالی محوری برای شمار زیادی از رمان‌های تخیلی و فیلم‌ها بوده‌است.
تقلید کل مغز توسط برخی از دانشمندان به‌عنوان یک فناوری تئوریک و مربوط به آینده، اما ممکن، در نظر گرفته می‌شود هرچند پژوهشگران و مجلات علمی با تردید بدان می‌نگرند. پیش‌بینی‌های متناقضی دربارهٔ اینکه چه موقع می‌توان یک مغز کامل انسان را تقلید کرد صورت پذیرفته‌است؛ که برخی از تاریخ‌های پیش‌بینی‌شده در حال حاضر گذشته‌اند. با این حال، پژوهش‌ها و پیشرفت‌های قابل توجهی در حوزه‌های مرتبط انجام شده‌است، از جمله توسعهٔ ابررایانه‌های سریع‌تر، واقعیت مجازی، رابط‌های مغز-رایانه، شبیه‌سازی و نقشه‌برداری از مغز جانوران، و استخراج اطلاعات از مغزهایی با عملکرد پویا.
این پرسش که آیا یک مغز تقلیدی می‌تواند ذهن انسان باشد توسط فیلسوفان به بحث کشیده شده، و ممکن است با نگاه دوگانه به ذهن انسان که در بسیاری از ادیان مشترک است، در تناقض باشد.